# Канну (Кастре)
Ка́нну (ест. Kannu küla) — село в Естонії, у волості Кастре повіту Тартумаа.

## Населення
Чисельність населення на 31 грудня 2011 року становила 34 особи.

## Історія
До 24 жовтня 2017 року село входило до складу волості Винну.